# جان پیزارلی
جان پیزارلی (انگلیسی: John Pizzarelli؛ زادهٔ ۶ آوریل ۱۹۶۰) یک خواننده و موسیقی‌دان سبک جاز اهل ایالات متحده آمریکا است.